# Unas Navidades de escándalo
Unas Navidades de escándalo (título original: Merry Ex-Mas) es una película canadiense-estadounidense de comedia, drama y familiar de 2014, dirigida por Brian Skiba, escrita por Alexandra Julson, musicalizada por David Findlay, en la fotografía estuvo Russell Bell y los protagonistas son Kristy Swanson, Lochlyn Munro y Dean Cain, entre otros. El filme fue producido por Odyssey Media y The Cartel; se estrenó el 5 de diciembre de 2014.

## Sinopsis
Durante la Navidad, el fuerte viento y la nieve hacen que un hombre quede atrapado junto a su exesposa, su acaudalado pretendiente, su exsuegra y su hija.